# Hermann Joseph Hartzheim

Hermann Joseph Hartzheim

Hermann Joseph Hartzheim, auch Josephus Hartzheim (* 11. Januar 1694 in Köln; † 17. Januar 1763 oder 1767 ebenda) war ein römisch-katholischer Priester und Angehöriger des Jesuitenordens. Er lehrte als Professor der Theologie an der Kölner Universität und leitete 25 Jahre lang das historische Dreikönigsgymnasium in Köln. Als Historiograph verfasste er bedeutende Beiträge zur Geschichte der Stadt und des Erzbistums Köln. Sein Hauptwerk sind die auf Johann Friedrich Schannat aufbauenden "Concilia Germaniae", eine fünfbändige, später von Anton Joseph Binterim und Heinrich Joseph Floß ergänzte, Sammlung aller Synoden und Konzilien, die auf deutschem Boden stattgefunden haben.

## Leben
Hermann Joseph Hartzheim stammt aus einer angesehenen Kölner Juristenfamilie. Sein Vater, Conrad Ignatz Hartzheim (1649–1700), war gebürtig aus Bad Münstereifel und wirkte als Advokat, Notar und Ratsherr in Köln. Seine Mutter Gudula, kam aus dem Hause von Herresdorf, einer ebenfalls angesehenen Kölner Juristenfamilie.
Hartzheim trat 1712 in den Jesuitenorden ein, nachdem er das Tricoronatum in Köln absolviert hatte. Sein Noviziat absolvierte er in Trier und weitere Studien in Luxemburg. In Mailand studierte er in den Jahren 1719 bis 1722 Theologie und unterrichtete dort gleichzeitig Griechisch und Hebräisch. In Köln lehrte er als Professor für Philosophie und Theologie an der Universität. 1727 wurde Hartzheim Subregens des Kölner Dreikönigsgymnasium, dem er später von 1735 bis 1759 auch als Regens vorstand. Unter seiner Leitung gewann die Schule wieder ihr altes Ansehen. In den letzten Lebensjahren war Hartzheim als Domprediger am Hohen Dom zu Köln tätig.

## Schriften
- Bibliotheca Scriptorum coloniensis. Odendall, Coloniae Augustae Agrippinensium 1747 Digitalisat
- Catalogus historicus criticus Manuscriptorum bibliothecae ecclesiae metropolitanae Coloniensis. 1752[3]
- Historia rei nummariae Coloniensis. 1754
- Concilia Germaniae. 4 Bd. 1759–1763
- Prodomus historiae universitatis. 1759

Die "Eiflia illustrata", das Manuscript des 1739 verstorbenen Fuldaer Historiker Johann Friedrich Schannat, das Hartzheim mit umfangreichen Archivmaterial ergänzt und zur Drucklegung vorbereitet hatte, musste zu seinen Lebzeiten unveröffentlicht bleiben. Die Arbeiten wurden 1824–1857 vom Prümer Landrat Georg Bärsch vervollständigt und herausgegeben.
Ebenso blieb seine " Historia gymnasii tricoronati", auf deren Grundlage Joseph Kuckhoff 1931 die Geschichte des Gymnasium Tricoronatum verfasste, unveröffentlicht.